# Francesco Campitelli
Francesco Campitelli (Melissa, 1596 – Melissa, 21 maggio 1668) è stato conte di Melissa e principe di Strongoli dal 1624 al 1668, succedendo al fratello maggiore Annibale, privo di eredi diretti.
Il conte era pertanto un personaggio realmente esistito, protagonista di alcuni romanzi, quali: Il castello di Melissa, di Giuseppe Barberio; Il duca pazzo, di Luciana Peverelli e Salvatore Murgi; e soprattutto Il conte di Melissa, di Cataldo Amoruso, da cui il regista Maurizio Anania ha tratto, nel 2000, un film girato nel suddetto paese calabrese e in centri limitrofi.
Il presunto ripristino da parte del signore dello ius primae noctis lo rese tristemente famoso nel tempo. Lo scrittore Giovan Francesco Pugliese, di Cirò, descrisse la fosca vicenda nel 1849.
I Campitelli erano tra i maggiori e più influenti feudatari del marchesato di Crotone e del regno di Napoli.

## Biografia

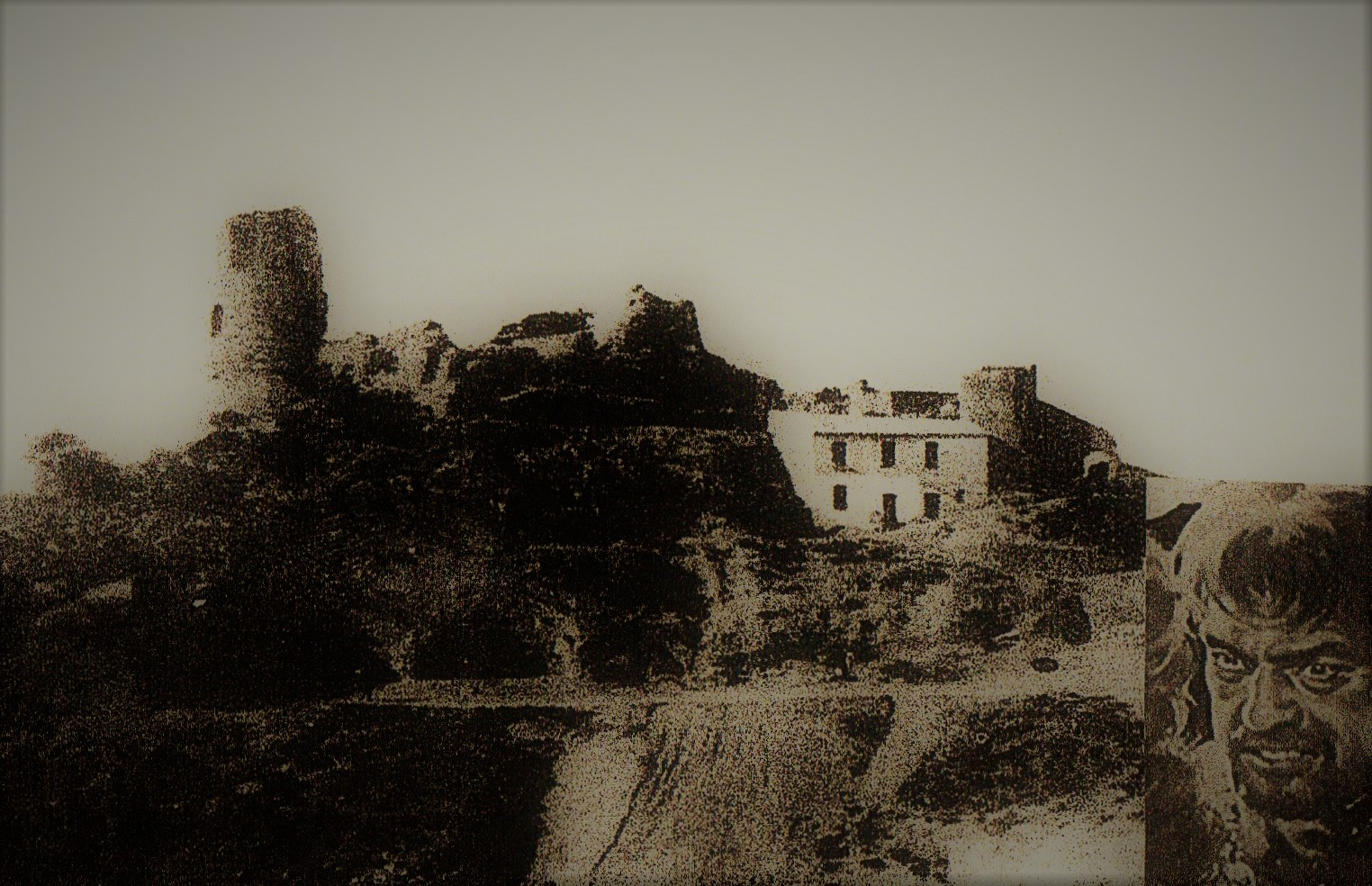
Ruderi del castello di Melissa, di cui oggi sono visibili pochi resti, e ritratto del conte Francesco Campitelli

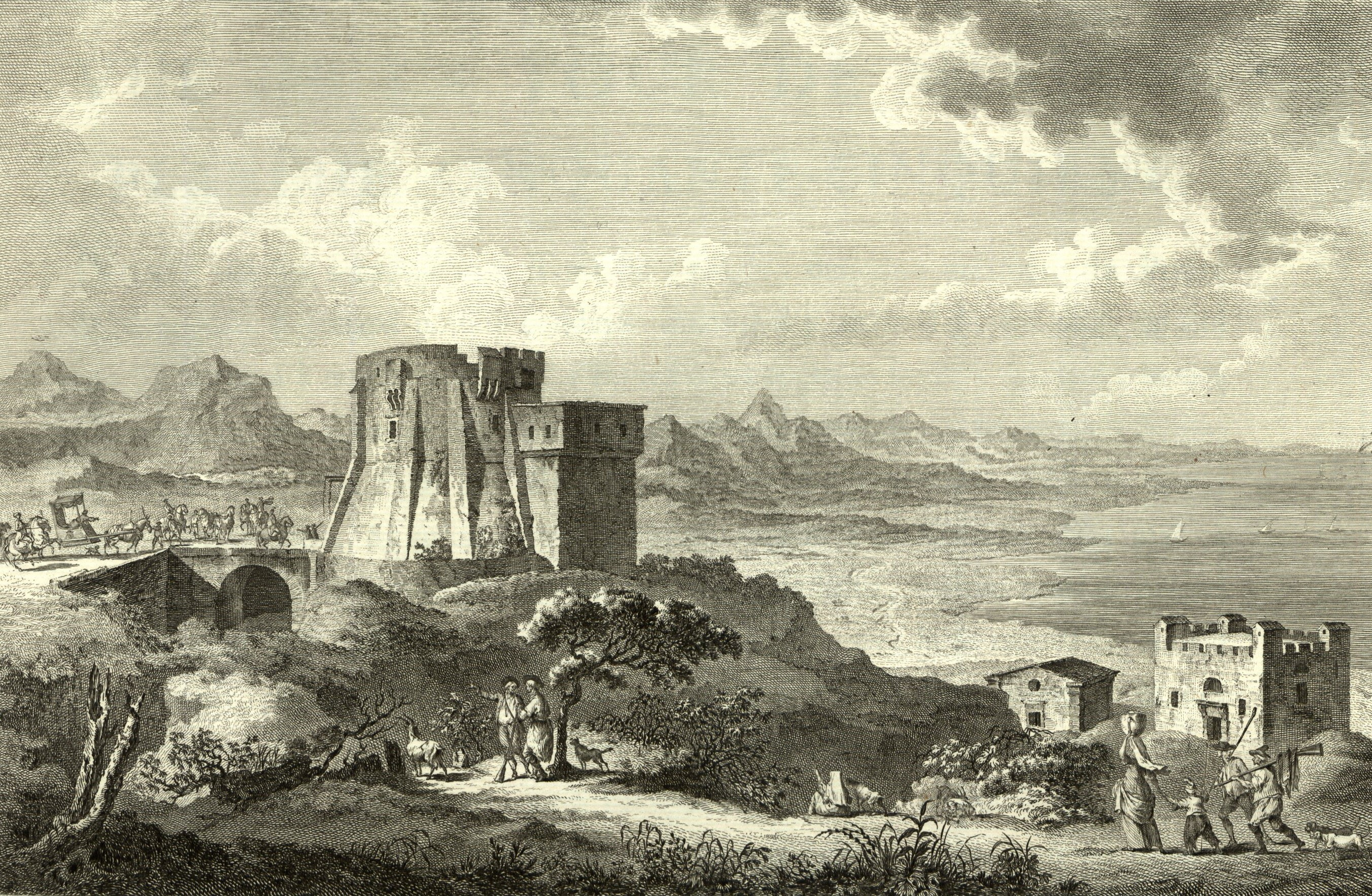
La torre Melissa in una vecchia stampa

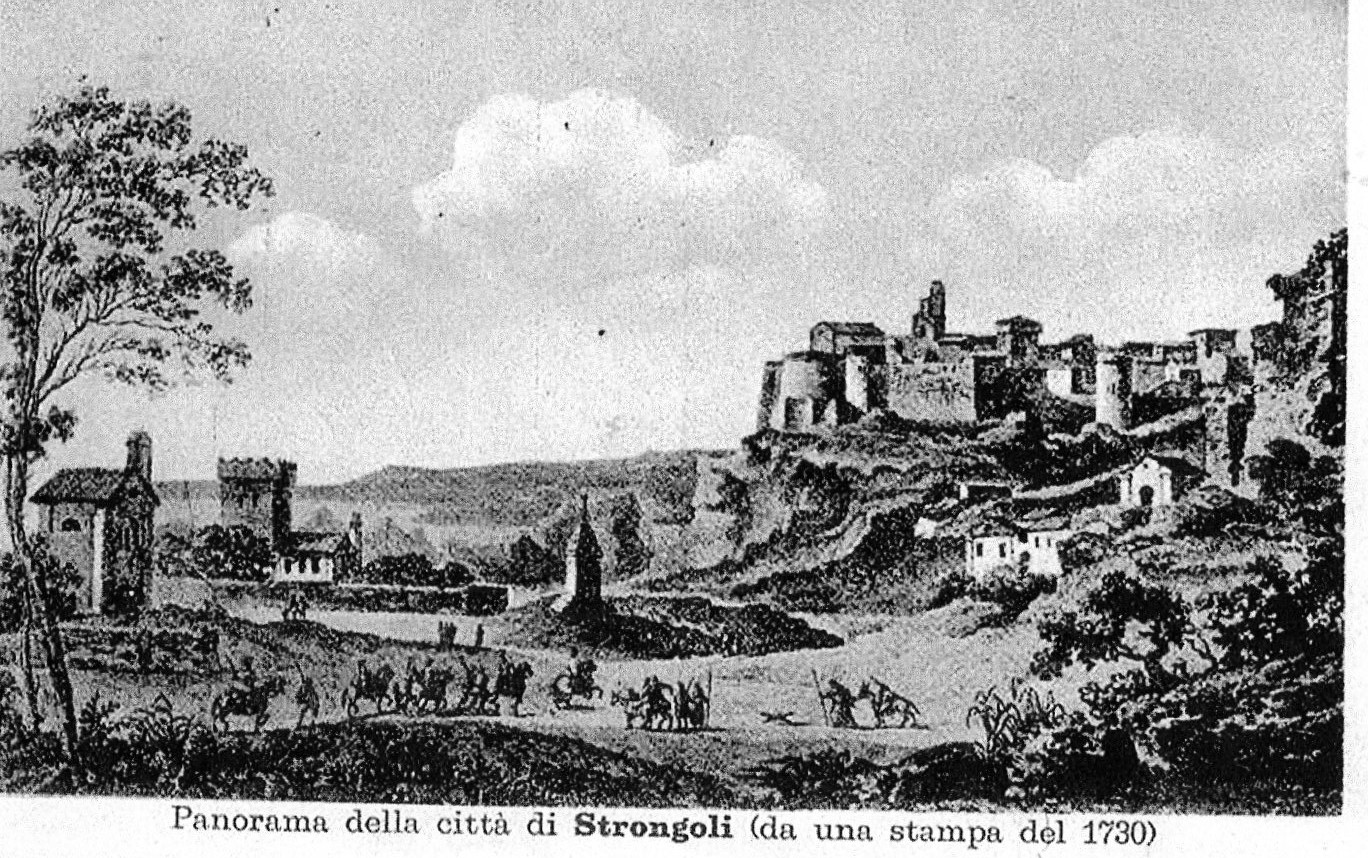
Il borgo e il castello di Strongoli

Melissa, nel XIII secolo, era costituita da un agglomerato di case, da una cinta muraria con tre porte d'accesso e dal castello baronale sito sul colle. Il borgo era ripartito in tre parrocchie: la chiesa madre di san Nicola, retta da un arciprete, Santa Maria Assunta e San Giacomo, sotto il patronato dei Campitelli. Il feudo era compreso nella diocesi di Umbriatico.
Il 22 aprile 1485 fu un giorno determinante per la comunità melissese, perché il re Ferdinando I di Napoli alienò il feudo per tremila ducati al regio tesoriere e consigliere per la Calabria Vinceslao Campitelli, sposo di Lucia Contestabile, figlia del barone di Settingiano.
Vinceslao, capostipite della casata, fu il primo barone di Melissa (1485-1493). Gli succedettero: Giovanni Lorenzo (1493-1516), Giovambattista I (1516-1561), Giovanni Maria (1561-1574), Giovambattista II (1574-1607; primo conte dal 17 luglio 1591 per volere di Filippo II di Spagna), Annibale (1607-1624) e Francesco (1624-1668), questi ultimi pure principi di Strongoli dal 1620 per investitura di Filippo III.
In quel periodo, e non solo, quella parte del regno di Napoli era contraddistinta dal dispotismo dei feudatari, dall'eccessiva ricchezza della manomorta, dalla miseria e rozzezza dei sudditi, privi di diritti e di dignità umana, ridotti a "proprietà" del signorotto che decideva della loro vita e morte.
Prima di succedere al fratello, Francesco, accompagnato dal suo cameriere personale, fece alcuni viaggi (nei primi del Seicento) per rendersi conto del tipo di vita che si viveva in alcuni Stati italiani: soprattutto a Roma, Siena e nella Firenze medicea, dove si trattenne a lungo alloggiando nel palazzo dei Bardi, amici del padre. Il confronto con l'arretratezza meridionale era notevole e il giovane Campitelli approfittò per godersi pienamente i piaceri della città. Nel 1607, tuttavia, mentre si trovava a Roma ospitato dal futuro cardinale Decio Carafa, dovette rientrare in Calabria in seguito alla notizia dell'imminente decesso del vecchio genitore, cui succedette il fratello Annibale.
Dopo diciassette anni, il 27 gennaio 1624, nel palazzo di famiglia napoletano, morì Annibale Campitelli, senza prole: gli subentrò, in qualità di conte di Melissa e principe di Strongoli, il fratello minore ventottenne Francesco, cavaliere di san Giacomo. La leggenda orale per cui sarebbe stato assassinato nella chiesa di San Giacomo da un popolano, nel 1633, per aver ristabilito lo ius primae noctis, abolito dal padre Giovambattista II, risulterà contraddittoria: il conte scomparve, infatti, nel 1668.
Dopo la breve gestione di Annibale, Francesco si recò a Napoli per ricevere l'investitura, nel Palazzo Reale, dal Viceré Antonio Alvarez de Toledo, di conte di Melissa e principe di Strongoli.

Una volta insediatosi nel castello il conte preferiva vivere in solitudine, estraniandosi dalla moglie ed alimentando dubbi e timori tra i sudditi: era solito farsi scortare da due grossi e feroci cani gran danesi (alani), col mantello arlecchino bianco e nero, da lui personalmente nutriti con carne cruda per assuefarli al sangue e che non l'abbandonavano mai.
Il Campitelli non aveva dimenticato il soggiorno fiorentino e i gusti della moda seguita dai nobili: vestiva, infatti, molto elegantemente specialmente quando organizzava nella rocca un banchetto, per poi appartarsi con la sposa alla quale puntualmente elargiva un ricco dono.
La memoria degli abitanti di Melissa, tuttavia, evocava il conte come un uomo di bella presenza, moro e snello, di media statura, ma arrogante, prepotente, scellerato ed autoritario. Dopo pochi giorni dalla successione al fratello, Francesco emise un'ordinanza avente per oggetto la reintegrazione dello ius primae noctis che il capitano delle guardie lesse nella piazzetta "La Piana", suscitando il silenzioso sdegno dei popolani. Il parroco di san Giacomo, don Domenico, tentò subito di far cambiare idea al conte, ma inutilmente. Scortato da novanta "sgherri" il Campitelli mise immediatamente in atto i suoi propositi e, attraversato il passaggio sotterraneo dal castello alla chiesa, vi fece irruzione al termine della prima cerimonia nuziale che si celebrava e portò via la sposa, Teresa Ferti. La giovane fu la prima di una lunga serie di abusi che il nobile perpetrò ai danni delle melissesi. In seguito, da una bellissima ragazza, Luisa, ebbe una bambina, Anna, della quale lui ignorava l'esistenza. Diventata adulta, Anna fu notata da Francesco che non immaginava fosse sua figlia. Infine fu ucciso nella chiesa di san Giacomo dal fidanzato della ragazza, Raffaele Raffa, nel 1633. I sudditi fecero costruire nella chiesa un monumento con un'epigrafe contro i misfatti del nobiluomo.
Il caso del conte di Melissa non fu certo l'unico nella penisola: le cronache menzionavano i medesimi crimini compiuti dal signore di Dolceacqua Imperiale Doria e dal barone Corvo de Corvis del castello di Roccascalegna.

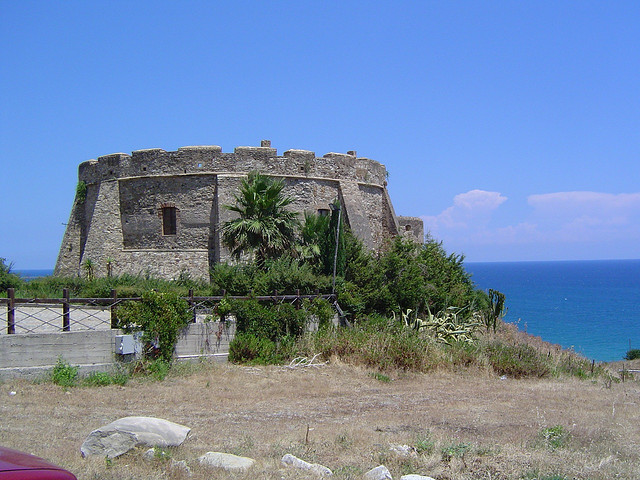
La torre Melissa nel 2006

Il conte, che risiedeva soprattutto nel castello di Melissa, con sotterranei e carceri (di cui rimangono pochi ruderi), ma anche in quello di Strongoli e in estate nell'aragonese torre marina, eretta per difesa dalle incursioni barbaresche, aveva ampliato notevolmente il territorio con l'acquisto di piccoli feudi limitrofi, tanto che la popolazione superava i mille abitanti e la superficie della contea raggiungeva i 50 km quadrati.
Incrementò, per aumentare le rendite, la coltivazione del grano che poi inviava a Napoli. Il conte era ovviamente il maggiore proprietario fondiario del feudo e del bestiame, cui si aggiungevano le rendite dai diritti giurisdizionali e da altri beni. Questa concentrazione di ricchezza nelle sue mani non giovava alla situazione economico-sociale della contea, anche per il fatto che Francesco investiva i profitti non in loco, come la vendita del legname per le fortificazioni di Crotone.
Francesco, nell'ambito del governo dei suoi territori, deteneva il cosiddetto mero et mixto imperio, come il banco di giustizia (competenze civili e penali), la conduzione delle cause con stesura di atto pubblico, la designazione del capo delle guardie, del sindaco e la bagliva, cioè la riscossione pecuniaria nel settore rurale. A capo dell'amministrazione nominò un ministro, coadiuvato da un segretario-cancelliere: sceglieva, inoltre, l'amministratore, i governatori ed aveva ai suoi ordini un piccolo ma munito esercito.
Si sposò due volte: con Francesca Pisciotta, figlia del marchese di Casabona, e con la congiunta Paola Campitelli che gli sopravvisse. Dai matrimoni non nacquero eredi e Francesco ebbe solo due figlie naturali, Domenica e Caterina, escluse però dalla successione nella contea e nel principato.
Nel 1635 fu colpito da una grave malattia, ma, ristabilitosi, fece realizzare nella cattedrale di Crotone una nuova cappella ornata da un quadro della Madonna con cornice d'oro e costruire un oratorio all'interno del castello melissese. Fece anche potenziare la torre marina, fatta erigere dall'avo Giovanni Lorenzo.
Dopo quarantaquattro anni di signoria, ultimo maschio della stirpe, Francesco Campitelli morì a 72 anni, secondo gli archivi parrocchiali, il 21 maggio 1668, nell'avito castello di Melissa e fu tumulato nel convento dei cappuccini di Strongoli (oggi in serio degrado), dove già riposava il fratello Annibale, e non nella tomba che lui stesso aveva voluto nella chiesa melissese di san Giacomo, con un monumento in parte rimasto. Non avendo avuto figli, ereditò il patrimonio e il rango nobiliare la sorella Giovanna (+1653), moglie di Geronimo Pignatelli, nobile di Barletta (1588-1649), che rinunciò a favore del primogenito Domenico.
Con l'estinzione dei Campitelli incominciò l'inesorabile declino della rocca di Melissa per il fatto che i Pignatelli risiedettero sempre nel palazzo di Napoli e raramente visitavano i loro territori calabresi.
I Pignatelli di Tolve e di Monteleone amministrarono i feudi fino al 1806, quando l'ultimo conte e principe Francesco dovette cederli dopo l'abolizione del feudalesimo da parte di Napoleone I di Francia.